# Rafał Gikiewicz
Rafał Gikiewicz (* 26. Oktober 1987 in Olsztyn) ist ein polnischer Fußballtorhüter, der aktuell beim Widzew Łódź unter Vertrag steht.

## Karriere

### Vereine
Gikiewicz spielte 2008 nach seiner fußballerischen Ausbildung erstmals in der höchsten polnischen Liga, der Ekstraklasa. Mit Jagiellonia Białystok gewann er unter anderem 2010 den polnischen Pokal. In der Saison 2010/11 kam er lediglich auf zwei Einsätze. Białystok gewann später gegen Meister Lech Posen mit einem 1:0 den Supercup, Gikiewicz spielte jedoch nicht. Im Sommer 2011 wechselte er zum Ligakonkurrenten Śląsk Wrocław. In seiner ersten Saison wurde er mit der Mannschaft polnischer Meister. In der folgenden Saison wurde er in den Play-offs zur UEFA Europa League 2012/13 erstmals international eingesetzt; bei der 3:5-Niederlage gegen Hannover 96 spielte er über 90 Minuten. In der Saison 2013/14 absolvierte Gikieciwz elf Punktspiele in der höchsten polnischen Spielklasse und blieb in fünf Partien ohne Gegentor.
Zur Saison 2014/15 wechselte er nach Deutschland zum Zweitligisten Eintracht Braunschweig, wo er einen Zweijahresvertrag erhielt. Dort avancierte der Torhüter auf Anhieb zum Stammspieler. Da er in seiner ersten Saison in mehr als 25 Spielen aufgelaufen war, verlängerte sich seine Vertragslaufzeit bis 2017.
Zur Saison 2016/17 wechselte Gikiewicz jedoch zum Bundesligisten SC Freiburg. Dort blieb er hinter Alexander Schwolow Ersatztorhüter und kam in den folgenden beiden Spielzeiten lediglich zu je zwei Einsätzen in der Bundesliga und im DFB-Pokal. Sein Zweijahresvertrag lief im Sommer 2018 aus.
Zur Saison 2018/19 wechselte Gikiewicz zum Zweitligisten 1. FC Union Berlin, auch hier unterschrieb er einen Zweijahresvertrag. Am 7. Oktober 2018 erzielte der Torwart im Ligaspiel gegen den 1. FC Heidenheim kurz vor Spielende den Treffer zum 1:1-Ausgleich per Kopf. Am Saisonende stieg Gikiewicz, der keine Einsatzminute verpasst hatte, mit der Mannschaft nach einem Relegationserfolg in die Bundesliga auf. Auch in der höchsten deutschen Spielklasse absolvierte der Keeper bis zur Saisonunterbrechung durch die globale COVID-19-Pandemie im Frühjahr 2020 alle Pflichtspiele. Innerhalb dieser Zwangspause gab Union Berlin Ende April 2020 bekannt, dass Gikiewicz seinen zum Saisonende auslaufenden Vertrag nicht verlängert hatte.
Zur Spielzeit 2020/21 wechselte Gikiewicz zum FC Augsburg mit einer Vertragslaufzeit von zwei Jahren. Er absolvierte alle 34 Ligaspiele und war mit einer Kicker-Durchschnittsnote von 2,85 in diesem Ranking hinter Manuel Neuer und Stefan Ortega Moreno der drittbeste Torhüter der Spielzeit, wodurch er einen großen Anteil am Klassenerhalt der Augsburger hatte. Im Juni 2021 verlängerte der FCA seinen Vertrag vorzeitig bis 2023. In der Spielzeit 2022/23 kam Gikiewicz aufgrund einer Schulterverletzung nur auf 23 Begegnungen. Dadurch erreichte er nicht die nötige Anzahl an Bundesliga-Spielen, die eine automatische Vertragsverlängerung um ein Jahr zur Folge gehabt hätte. Am 19. Mai 2023 gab der FCA bekannt, den auslaufenden Vertrag mit Gikiewicz nicht mehr zu verlängern.
Zur Saison 2023/24 wechselte er in die Türkei zum MKE Ankaragücü. Am 1. Februar 2024 löste er seinen Vertrag nach nur einem halben Jahr vorzeitig auf und verließ den Verein im gegenseitigen Einvernehmen. Am 13. Februar 2024 unterschrieb er einen Vertrag bis Saisonende bei Widzew Łódź, den er im Mai 2024 bis Mitte 2025 verlängerte.

### Nationalmannschaft
Ende Mai 2019 wurde Gikiewicz für zwei EM-Qualifikationsspiele gegen Mazedonien und Israel für die polnische Nationalmannschaft nominiert, kam aber zu keinem Einsatz.

## Erfolge
- Polnischer Pokal-Sieger 2010 (mit Jagiellonia Białystok)
- Polnischer Supercup-Sieger 2010 (mit Jagiellonia Białystok)
- Polnischer Meister 2012 (mit Śląsk Wrocław)
- Aufstieg in die Bundesliga 2019 (mit Union Berlin)

## Sonstiges
Rafałs Zwillingsbruder Łukasz ist ebenfalls Fußballprofi.